# 歩兵第293連隊
歩兵第293連隊（ほへいだい293れんたい、歩兵第二百九十三聯隊）は、大日本帝国陸軍の連隊の一つ。

## 沿革
太平洋戦争末期の1945年（昭和20年）2月6日に大邱で軍令陸甲下令により、済州島の防備強化を目的に新設された第96師団の歩兵連隊の一つとして編成された。兵力補充は久留米師管・久留米師管区の歩兵第3補充隊（旧歩兵第146連隊補充隊）で担当した。編成後の3月28日に軍旗を拝受し、その直後に衛戍地を出発、釜山経由で済州島へ上陸配置された。同島に上陸した後には、済州山麓地帯にて陣地構築に従事しながら終戦を迎えた。

## 歴代連隊長
| 代 | 氏名     | 在任期間   | 出身校・期 | 備考 |
| -- | -------- | ---------- | ---------- | ---- |
| 1  | 越智鶴吉 | 1945.2.6 - | 陸士29期   |      |